# 遠藤商事
遠藤商事株式会社（えんどうしょうじ）は、石油・ガスのエネルギー事業を柱にリフォーム・IT関連・ハワイウォーター事業を展開している、山形県山形市に本社を置く企業。
500円ピザで知られ、2017年に経営破綻した外食企業の遠藤商事・Holdings.とは無関係である。

## 概要
1928年4月設立。爾来、エネルギー事業を主柱に事業を展開してきたが、エコカーの普及や少子高齢化社会の到来により、本業の先細りが想定される中、アグリビジネスへの参入を図るなど事業の多角化が進められている。
また、2013年には山形新聞グループ傘下であった山新石油が譲渡され、同社はエナジー山形に改称した。2017年にはe-energyを、2018年には上山ガスをそれぞれ吸収合併した。

## 主な事業内容

### 石油部門
ガソリンの卸売
- 山形県内のガソリンスタンドへの卸売

ガソリンスタンド経営
- 山形県
  - 山形市内（10店舗）
  - 天童市内（2店舗）
  - 上山市内（1店舗）
  - 寒河江市内（1店舗）
  - 長井市内（1店舗）
  - 鶴岡市内（2店舗）

- 宮城県
  - 仙台市内（6店舗）

### ガス部門
- LPガス販売
- ガス器具販売
- 家電製品販売
- 空調機器販売
- 住宅設備機器販売
- 太陽光発電システム販売

### 通信販売部門
- 山形の特産品の販売

### 住宅リフォーム部門
- 内装工事
- 外構工事
- ふすま・障子などの張替え

### その他の部門
- 損害・自賠責保険代理業
- ハワイウォーターの販売

## 関連会社
- ネッツトヨタ山形株式会社
- 遠藤設備建設株式会社
- 山形事務器販売株式会社
- 高陽商事株式会社
- 株式会社高陽堂書店
- 宮城ガス株式会社
- 富士ガス販売株式会社
- 社会福祉法人山形南保育園
- 株式会社丸越
- エナジー山形株式会社